# Karel z Lamberka
Karel hrabě z Lamberka O.Cr. (1563 – 18. září 1612 Osecký klášter) byl katolický duchovní, 11. arcibiskup pražský a 26. velmistr řádu Křižovníků s červenou hvězdou (obojí 1607-1612).

## Život
Karel z Lamberka pocházel že štýrského rodu svobodných pánů z Lamberka. Byl pasovským kapitulním děkanem a salcburským kanovníkem. V říjnu 1606 jej císař Rudolf II. jmenoval pražským arcibiskupem. Papež volbu stvrdil 14. května 1607, avšak k vysvěcení došlo teprve 7. října. Téhož roku byl zvolen za velmistra řádu křižovníků s červenou hvězdou.
Karel z Lamberka se stejně jako jeho předchůdci snažil pokračovat v zavádění reforem Tridentského koncilu a oponoval ústupkům vůči protestantům, které zavedl Rudolf II. Nebyl příliš úspěšný: jednak pro možný nedostatek schopností (nuncius Antonio Caetani o něm napsal, že "byl zbožný a velmi horlivý", avšak "měl málo zkušeností v pastorační činnosti"), jistě však pro svůj německý původ (čeští stavové používali jeho původ proti němu a nakonec si odhlasovali, že tento úřad smějí zastávat pouze Češi) a zejména pro těžkou epilepsii, kterou trpěl.
Po většinu času se kvůli nemoci zdržoval v oseckém klášteře, dokonce se nezúčastnil ani slavnostní korunovace Matyáše na českého krále (23. května 1611), kterou místo něj provedl kardinál Ditrichštejn.
Osecký klášter, který byl v té době v dočasné správě pražského arcibiskupství, se Lamberk snažil natrvalo připoutat k arcibiskupským majetkům. Osecká kronika uvádí, že za tím účelem dokonce nechal spálit některé archiválie týkající se kláštera. Opisy nejdůležitějších listin (shromážděné v tzv. Codexu Damascu) však zachránil klášterní písař.

### Závěr života
Arcibiskup Karel z Lamberka skonal 18. září 1612 za zdmi oseckého kláštera v severních Čechách. Jeho nástupce Jan Lohelius pak osecký klášter navrátil zpět do rukou cisterciáckého řádu.